# BBC Arabic
BBC Arabic (pełna nazwa: BBC Arabic Television) – brytyjski kanał telewizyjny o profilu informacyjnym, nadający w języku arabskim i należący do BBC. Działa od 11 marca 2008. 
BBC Arabic powstało jako pierwszy kanał BBC produkowany z myślą o widzach poza Wielką Brytanią o charakterze niekomercyjnym. W sensie organizacyjnym stanowi część BBC World Service i jest - podobnie jak cała ta część BBC - finansowany bezpośrednio z budżetu brytyjskiego ministerstwa spraw zagranicznych. Jego zadaniem jest umożliwianie widzom arabskojęzycznym dostępu do wiadomości o wydarzeniach na świecie, widzianych z perspektywy krajów Zachodu. Tym samym ma stanowić alternatywę dla kanałów informacyjnych z krajów arabskich.
Zamiar utworzenia kanału został ogłoszony w październiku 2005. Aby uwolnić środki na jego powstanie, BBC World Service zlikwidowało 10 spośród swoich obcojęzycznych sekcji radiowych, w tym sekcję polską BBC. Pierwszym planowanym terminem uruchomienia nowej stacji była jesień 2007, jednak plan ten nie został dotrzymany. Dostępny jest drogą satelitarną oraz w Internecie, zaś jego odbiór jest całkowicie darmowy. 
14 stycznia 2009 BBC uruchomiło perskojęzyczny kanał BBC Persian, wzorowany od strony organizacyjnej na BBC Arabic. 